# Ribeira do Burro
A Ribeira do Burro é um curso de água português localizado no concelho de São Roque do Pico, ilha do Pico, arquipélago dos Açores.
Este curso de água tem origem a uma cota de altitude de cerca de 850 metros nas cercanias das elevações do Chão Verde e Cabeço da Lavandeira.
Desagua no Oceano Atlântico entre as localidades da Pedreira e Gonçalves, próxima do Miradouro das Pontas.